# Pere Carné Serra
Pere Carné Serra (Sabadell, Vallès Occidental, 15 de maig de 1909 — Sabadell, Vallès Occidental, 21 de febrer de 1997) fou un excursionista català.
Originari de Sabadell, estigué vinculat a l'entitat esportiva sabadellenca 'Joventut Excursionista Pensament', i el 1926 fundà l'Agrupació Excursionista Terra i Mar (TIM), una nova entitat excursionista de Sabadell, de la qual fou en fou el president entre els anys 1937 i 1939, i posteriorment, entre 1958 i 1960, convertint-se en un actiu dinamitzador d'activitats relacionades, com l'escalada, el senderisme i l'esquí. Col·laborà en la construcció del refugi del TIM a la Molina, inaugurat el 1955 i batejat amb el nom de Xalet refugi Pere Carné, en reconeixement de Pere Carné, el 1987. Entre els reconeixements que va rebre durant la seva trajectòria esportiva es troba la medalla al mèrit del muntanyisme de la Federació Espanyola d'Esports de Muntanya i Escalada, i també la medalla Forjador de la Història Esportiva de Catalunya (1991). Els escaladors de l'Agrupació Excursionista Terra i Mar (TIM) li van dedicar la primera ascensió a la paret de l'Ecos, amb l'anomenada la 'via Pere Carné'.